# کارتاموندی
کارتاموندی (انگلیسی: Cartamundi) شرکت سرگرمی بلژیکی است، که در سال ۱۹۷۰ تأسیس شد.